# Hotel butikowy

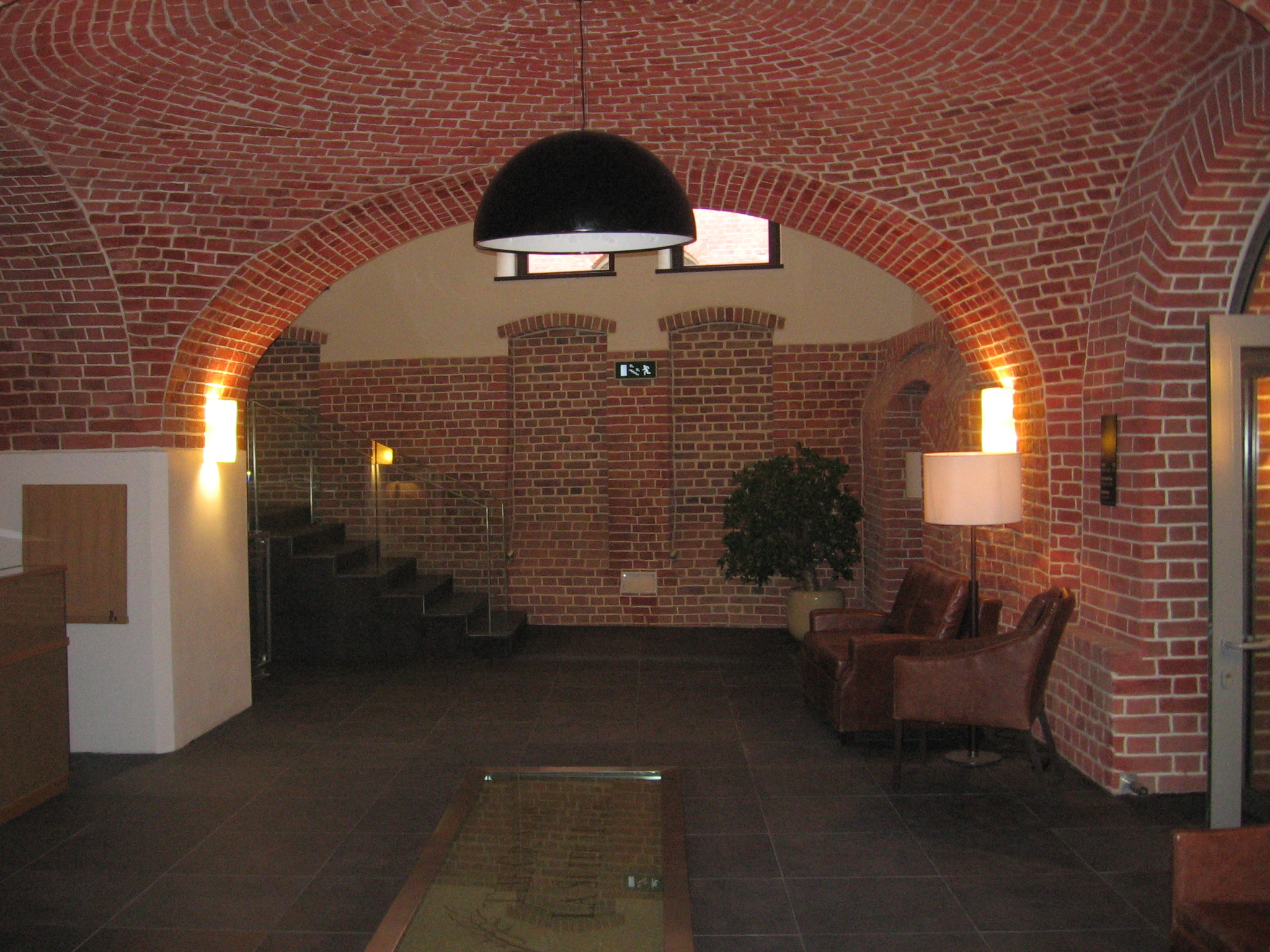
Hol hotelu „Granary La Suite” urządzonego we wnętrzu dawnej Słodowni Pańskiej przy ul. Menniczej we Wrocławiu

Hotel butikowy (ang. boutique hotel, czasem design hotel lub lifestyle hotel) – hotel wysokiego standardu, zaspokajający nierzadko wyszukane, luksusowe i wyrafinowane potrzeby. Grupą docelową odbiorców usług tego rodzaju hoteli są stosunkowo zamożne osoby ceniące sobie kameralność, spokój i intymność, unikające pośpiechu.
Pierwsze hotele butikowe powstały w latach 80. XX wieku w USA i Wielkiej Brytanii. Lokalizowane są zazwyczaj w centrach miast, nierzadko w historycznych zabytkowych budowlach. Są to najczęściej hotele nienależące do żadnej sieci hotelowej, ale pomimo to wyposażone we wszystkie atrybuty spotykane w hotelach pięciogwiazdkowych. Hotele te są na ogół niezbyt wielkie (kilkadziesiąt pokoi i apartamentów), często o indywidualnym wystroju, czasem wykonanym przez znanych projektantów wnętrz. Niekiedy w wyposażeniu tego rodzaju hoteli znajdują się dzieła sztuki i historyczne umeblowanie.